# Bothriocera hastata
Bothriocera hastata är en insektsart som beskrevs av Ronald Gordon Fennah 1943. Bothriocera hastata ingår i släktet Bothriocera och familjen kilstritar. Inga underarter finns listade i Catalogue of Life.